# Чебула (приток Ояша)
Чебула — река в Новосибирской области России. Устье реки находится в 70 км по правому берегу реки Ояш. Длина реки составляет 13 км. В 4 км от устья по левому берегу впадает река Зелёная.
Название возможно происходит из тюркского чабыл — «качаться, волноваться (о воде)».

## Данные водного реестра
По данным государственного водного реестра России относится к Верхнеобскому бассейновому округу, водохозяйственный участок реки — Обь от Новосибирского гидроузла до впадения реки Чулым, без рек Иня и Томь, речной подбассейн реки — бассейны притоков (Верхней) Оби до впадения Томи. Речной бассейн реки — (Верхняя) Обь до впадения Иртыша.